# Jagratha
Jagratha es una película de suspenso de investigación malayalam de 1989 dirigida por K. Madhu, protagonizada por Mammootty, Jagathy Sreekumar y Mukesh. 
Esta película es la segunda de la serie de thrillers de investigación de CBI con Mammootty como el oficial del CBI Sethurama Iyer . Oru CBI Diary Kurippu, estrenada en 1988, fue la primera película de esta serie. Se produjeron dos secuelas más: Sethurama Iyer CBI (2004) y Nerariyan CBI (2005). 

## Trama
Una famosa actriz, Aswathi (Parvathy), es encontrada colgada en una habitación de hotel y declarada muerta por los médicos. Devadas (Sukumaran), que es el oficial de investigación de la policía, investiga el caso y confirma que la causa de la muerte fue un suicidio. Debido a la presión pública, el gobierno de Kerala se ve obligado a transferir el caso al CBI. El oficial del CBI Sethurama Iyer  (Mammootty) es presionado por su superior para completar la investigación en un corto plazo, por lo que investiga el caso con la ayuda de sus dos jóvenes Vikram (Jagathy Sreekumar) y Chacko (Mukesh). 
Durante la investigación, el CBI Sethu descubre que Aswathi, de sólo 1,5 metros de altura, no podría haber alcanzado la altura del gancho del techo para colgarse, incluso con la ayuda de los muebles más altos. Además, las manchas de grasa en el sari usado para suicidarse indicaban que el culpable lo había usado para subir el cuerpo a través del gancho del techo. Por lo tanto, el CBI confirma que fue un asesinato hecho para que pareciera un suicidio. Esto lleva a la detención de los principales sospechosos. 
En primer lugar, Viswam (Devan), un popular actor que fue difamado después de que Aswathi detallara sus asuntos extramatrimoniales en una popular revista malaya. Viswam había contratado a un matón local llamado Babu (Babu Antony) para asesinar a Aswathi. 
En segundo lugar, el exministro Bhargavan (CI Paul) que había abusado de Ashwathi en el pasado, se convierte en otro sospechoso. Tercero, Mohan (José), novio y prometido de Aswathi también se convierte en sospechoso ya que no pudo proporcionar una coartada para la noche del asesinato. 
Por último, el matón local Babu, contratado por Viswam, es detenido y durante el interrogatorio revela que Aswathi ya estaba muerto por aparente suicidio cuando irrumpió en su habitación. Esta declaración desvía la investigación y se convierte en un punto de inflexión en la historia. Paralelamente se descubre que una llamada telefónica anónima hecha por la noche al hotel donde Aswathi se alojó la noche del asesinato parece ser otra pista falsa en la historia. 
Tras una investigación más profunda, se sabe que el sari usado para colgar a Aswathi era una pieza nueva y fue comprada en una estación cercana de KSRTC. El dueño de la tienda recuerda a la persona que compró el sari y también una llamada telefónica desde una cabina de teléfono público en la estación de tren se utilizó para llamar tanto al hotel de Aswathi como a la casa de Janardhanan Nair (Babu Namboothiri) (que es el padre de Mohan). Conectando a estos dos juntos, el CBI Sethu arresta a Mohan. Tras el arresto, el padre de Mohan, Janardhanan Nair, que es abogado de profesión, refuta que refutará el caso contra Mohan ya que no hay pruebas sólidas contra él. El CBI Sethu dice que tiene suficientes pruebas contra Mohan para acusarlo de asesinato. En primer lugar, sólo una persona cercana a Aswathi podría haber ganado su confianza ya que no se opone al autor. En segundo lugar, había suficientes pruebas de que sólo algunos que medían hasta 1,80 m podían usar un mueble alto disponible en la habitación para enganchar el sari. Tercero, Mohan no tenía una coartada sólida para esa noche. 
Esto provocó que Janardhanan Nair confesara por accidente que Mohan nunca podría haber cometido el crimen ya que no estaba allí en la escena. Esta confesión llevó al CBI a obligar a Janardhanan Nair a revelar cómo sabe que Mohan no estaba allí esa noche y posteriormente explicar cómo asesinó a Aswathi y por qué. También, revelar quién fue su ayudante en el asesinato. El ayudante era su abogado junior, medía 1,80 m y ayudó a llevar a cabo el asesinato. 
En una escena separada, se revela que Janardhanan Nair tuvo una aventura con uno de sus clientes, Rukmini (Kanakalatha), que dio a luz a Aswathi. Como Janardhanan Nair ya estaba casado, su relación con Rukmini se mantuvo en secreto. Janardhanan se opuso al matrimonio de Aswathi con su hijo, el productor Mohan, ya que ambos eran medio hermanos. Janardhanan no tuvo el valor de informar a Mohan sobre su hermanastra Aswathi, temiendo las consecuencias sociales. Después de que sus intentos de convencer a Mohan y Aswathi de separarse resultaran inútiles, Janardhanan y su ayudante, el abogado junior, asesinaron a Aswathi. 

## Reparto
- Mammootty como Sethurama Iyer.
- Jagathy Sreekumar como Vikram.
- Mukesh como Chacko.
- Parvathy Jayaram como Aswathi.
- Sukumaran como DYSP Devadas.
- Janardhanan como Ouseppachan.
- Prathapachandran como Narayanan.
- Babu Antony como Babu.
- K.P.A.C. Sunny como CI Alex.
- Jagannatha Varma como Directora del CBI.
- Babu Namboothiri como Adv. Janardanan Nair.
- K.P.A.C. Azeez como I. G.
- C.I. Paul como exministro Bhargavan.
- Devan como Viswam.
- KB Ganesh Kumar como Kumar.
- José como Mohan.
- Sreeja como Vandana.
- Kollam Thulasi como el médico forense.
- Paravoor Bharathan como Thomas.
- MS Thripunithura como Kuruppu.
- Tony como Suryan.
- James como el policía falso.
- Kanakalatha como Rukmini.
- Kaithapram Damodaran Namboothiri como presentador en la función de la entrega de premios.
- Vishnuprakash como Rajendrababu.
- Poojappura Radhakrishnan como Hotel Boy.
- Adinad Sasi como el Líder de la Unión.